# Canthidium erythropterum
Canthidium erythropterum е вид бръмбар от семейство Листороги бръмбари (Scarabaeidae).

## Разпространение
Този вид е разпространен в Бразилия (Мато Гросо).